# クリーモフ RD-33
RD-33（ロシア語: РД-33）とはソビエト連邦で開発されたターボファンエンジンである。

## 概要
1968年からS. P. Izotovが率いるOKB-117（現在のOAO クリーモフ）で開発され、1970年代初頭に後にMiG-29となる新型軽量戦闘機のエンジンに選定され1981年に生産が始まった。他の候補にはツマンスキーR-67-300があったが、3軸とその構造の複雑さのため完成しなかった。
RD-33は2軸式ターボファンで8,000から9,000 kgf（78,000から88,000 N）の推力を発揮し、アフターバーナーを備える。エンジンの制御は、スロットルレバーの作動を油圧機械で伝えるもので、作動は電子エンジン制御ユニット(ECU)により行われる。後の改良型ではBARK-88(BARKは自動調整と制御ユニット:Блоки автоматического регулирования и контроляの略)とよばれるFADECとなった。BARK-88は様々なモードで動的安定性を提供し、高温のエンジン部品のリソースの増加やモータパラメータ及び管理の品質の精度を向上させることが可能であり、航空機に接続する電子ユニットやケーブルのシステムの質量と体積を大幅に減らすことが可能である。また、搭載により大幅なパフォーマンスおよび戦闘能力の向上が期待できることから、統一エンジン製造会社(UEC)では既存エンジンの近代化用としても提案している。BARK-88は2014年に認定試験を通過して量産を開始し、2015年にストリージの機体に搭載されている。
エンジンはモジュラー式の設計になっており、現地では複雑な整備を避け分割して交換できるため整備が容易で、過酷な環境下において良好な性能を保持でき、稼働率をあげることが可能である。

## 派生機種

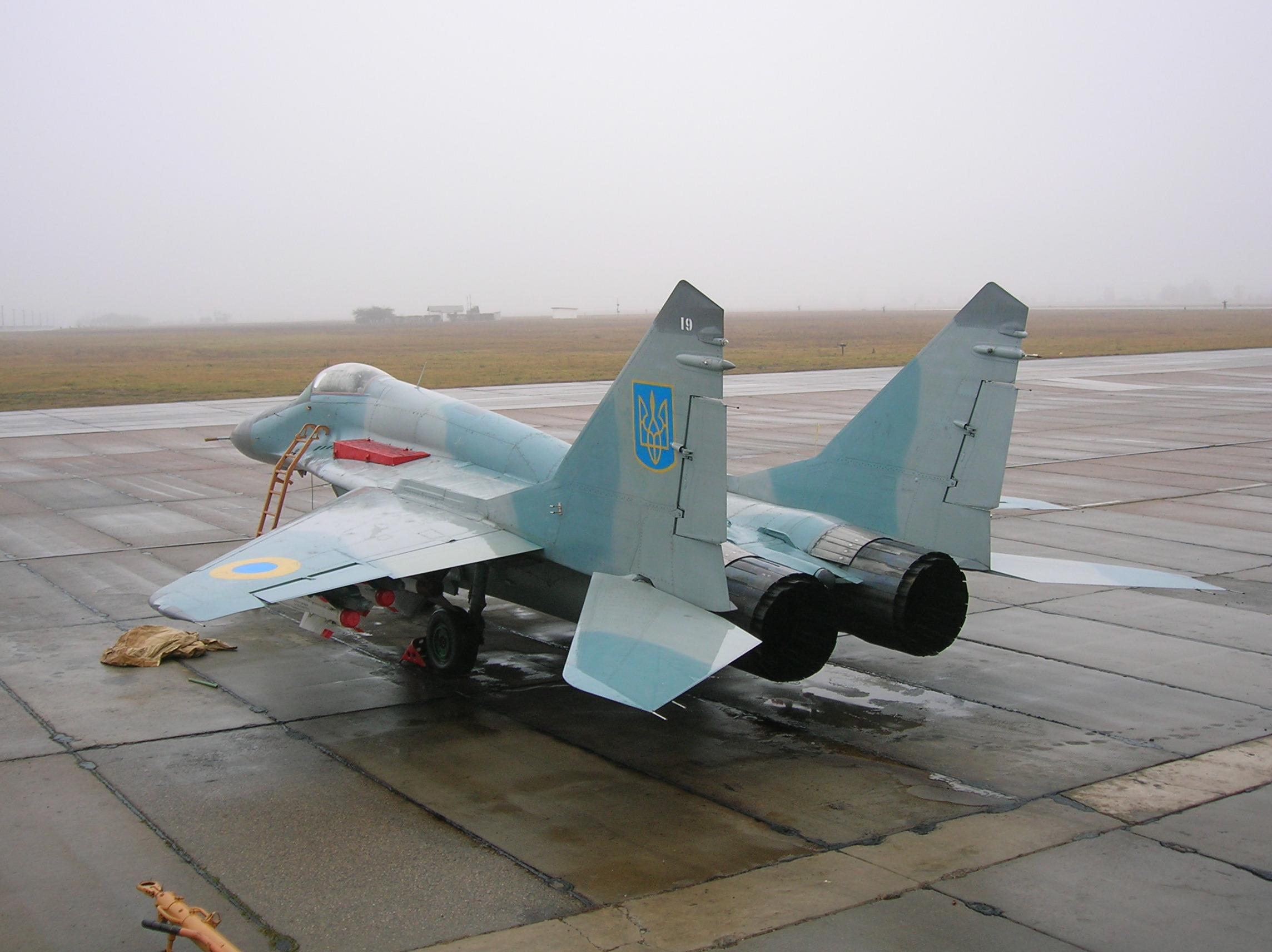
RD-33を搭載するMiG-29

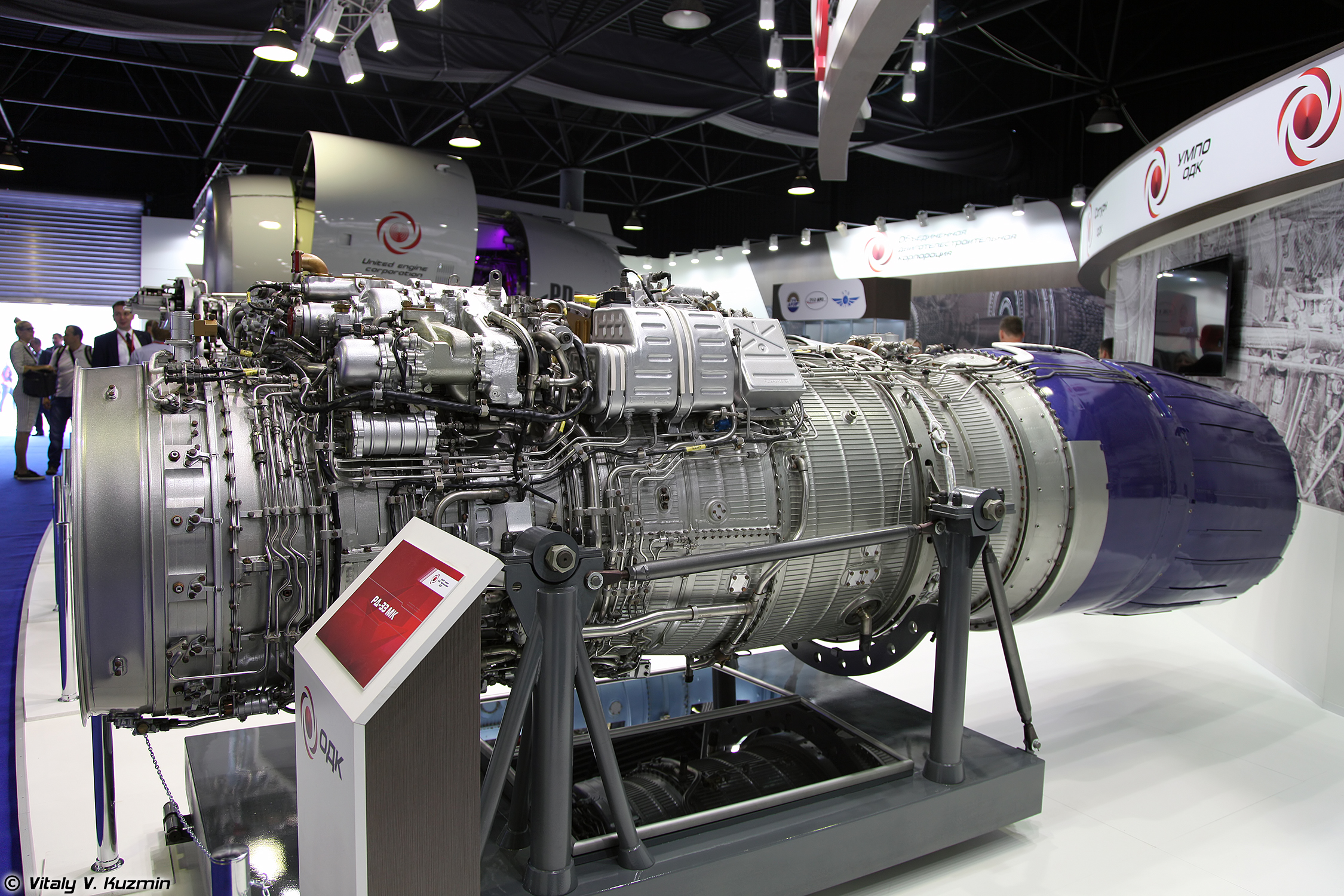
RD-33MK

RD-33は長年にわたり開発が続けられ、さまざまな機種が派生した。最新式は推力偏向ノズル (TVN) を備えている。新型のRD-33シリーズにはBARK-88デジタル監視制御装置が備えられ、診断システム (IDS) によって修理と整備性が向上している。
RD-33
1976年に開発された基本機種で、MiG-29に搭載される。初期型はオーバーホール間隔が350時間と非常に短いという欠点があった。
RD-33B/NB
アフターバーナーを備えない機種で、Il-102に使用される。
RD-33K
MiG-29M «9.15»、MiG-29K «9.31»が搭載。推力強化型でアフターバーナー使用時86.3 kN (8,800 kgf / 19,400 lbf) 。MiG-29K «9.31»が搭載したタイプでは発艦時の短時間に限って92.2 kN (9,400 kgp / 20,725 lbf)の出力を発揮できたが、エンジン寿命を縮めるためMiG-29M «9.15»には用いられなかった。
RD-93
JF-17 / FC-1の動力として使用される派生機種で、ギアボックスがエンジン筐体の下に移動している。J-31の試作機にも搭載されており、ロシアはJ-31用にRD-93エンジンを供給するとしていたが、量産型では中国製エンジンが搭載されることとなり採用されなかった。推力は最大85.4 kN。
RD-93MA
RD-33MKをベースにRD-93同様ギアボックスを移転したモデル。推力が最大91 kN (9,300 kgf) まで増強される。2014年に中国との間で開発プログラムに関する協定が締結されている。2020年には量産・出荷の準備が整う見込み
SMR-95
第2世代と第3世代のジェット戦闘機の改良用の機種。補機のギアボックスをエンジンの下に移し、搭載する航空機の胴体に合わせて全長の異なる複数の型が用意された。地上試験と、南アフリカ空軍のスーパーミラージュF-1およびスーパーチーターD-2に搭載しての試験では、飛行性能と戦闘効率が1.2から3.0向上したという結果が得られた。RD-33Nとも呼ばれる。
RD-33 シリーズ 2
最初のオーバーホールまでの時間を700時間、寿命を1,400時間とした改良型。
RD-33 シリーズ 3
長寿命化（2,000時間）を図った型で、MiG-29SMTなどの改良型のMiG-29に搭載される。
HAL シリーズ 3
RD-33 シリーズ 3のインドでのライセンス生産型。2005年、ロシアはインド空軍のMiG-29戦闘機の近代化に関する2億5,000万ドルの契約をインドと結んだ。契約の条項によれば、ヒンドスタン航空機（HAL）のカラプート工場で120基のRD-33シリーズ 3を生産し、MiG-29戦闘機の近代化改修に用いるとされる。第一段階においてはHALは120機のエンジンを製造する見込みで、ロシアから直接買うよりも安くなると予想される。
RD-33 シリーズ 3M
MiG-29OVTとMiG-35向けに開発されていたモデル。RD-133向けの改良点を適応している。推力偏向ノズルの装備が可能。緊急時推力8,700kg、フルアフターバーナーで8,300kg、ドライ時の最大推力5,040kg。
RD-33MK
RD-33MK "Morskaya Osa"（ロシア語: Морская Оса: "Sea Wasp"）はMiG-29Kの供給に関するロシアとインドとの間の契約の一環でインドが高い推力を求めたことから2001年から開発された最新型である。MiG-29KとMiG-29KUB、MiG-35に搭載される。RD-33MKは赤外線・光学視認性を抑えるように設計されている。また、BARK-88 FADECによる完全デジタル制御により初期のRD-33とは異なり黒煙を出さない。推力は7%向上し、ドライ推力は53.0 kN（5,400 kgf）、アフターバーナー点火時は88.3 kN (9,000 kgf)に増強された。乾燥重量は1,145キログラム (2,524 lb)で原型機種と比較して近代的な材料をタービンブレードに使用したことで運用寿命が4,000時間に伸ばされた。性能が向上したにもかかわらず全長と最大直径は同じである。インド海軍の採用を見越して熱帯気候下での運用も考慮されている。また、任意の方向に15°毎秒60°の速度で傾ける事が可能な推力偏向ノズル(TVC)の装備も可能で、搭載した場合15-12%の戦闘効率の増加をもたらすとされる。このノズルの開発に当たりMiG-29OVTに搭載されて飛行試験が行われた。このノズルを装備したものはRD-33MKVとも呼称される。
RD-33MKM
開発中の改良型。推力が93 kN (9,500kgf) に増強される。2021年には量産・出荷の準備が整う見込み。

### 計画または試作のみ
RD-33AS
A-42PEのD-27の代替用。推力5,200kg。
RD-33-10M
RD-33 シリーズ3MおよびRD-33Kをもとに完全な腐食保護と無煙燃焼室を導入、推力を10,500kgに増加。MAKS 2001で発表された。試作エンジンはVK-10Mで推力を24,200lb以上に高めるために圧縮機を拡張しており、推力は11,000-11,500kgであった。
RD-33(Mod)
推力20,500lb(91kN)の派生型で4基がインド海軍のMiG-29K試作機の注文に先立ってテストされた。
RD-43
古いRD-33と互換性を持たせつつ推力を5,500kg、アフターバーナー時10,000kgに増強し、燃料消費を3-5%削減、制御システムをFADECに更新し2000年に完成予定としていた。MiG-29 SMT-II/M1/M2向けに開発されていた。
RD-133
RD-33のファン直径を拡大し、基一方向凝固ブレードと対流フィルム冷却の使用によりタービン入り口温度は1720℃に向上、無煙燃焼室とFADECを導入。ピッチとヨー方向のに最大15°偏向できる2軸推力偏向ノズルを備えた派生型も開発されて約50時間の地上試験が実施された。最大推力は83kN（18,600lb）。
RD-333
RD-133に並行して開発されていたエンジンで推力は98kN。

## 仕様諸元 (RD-33)

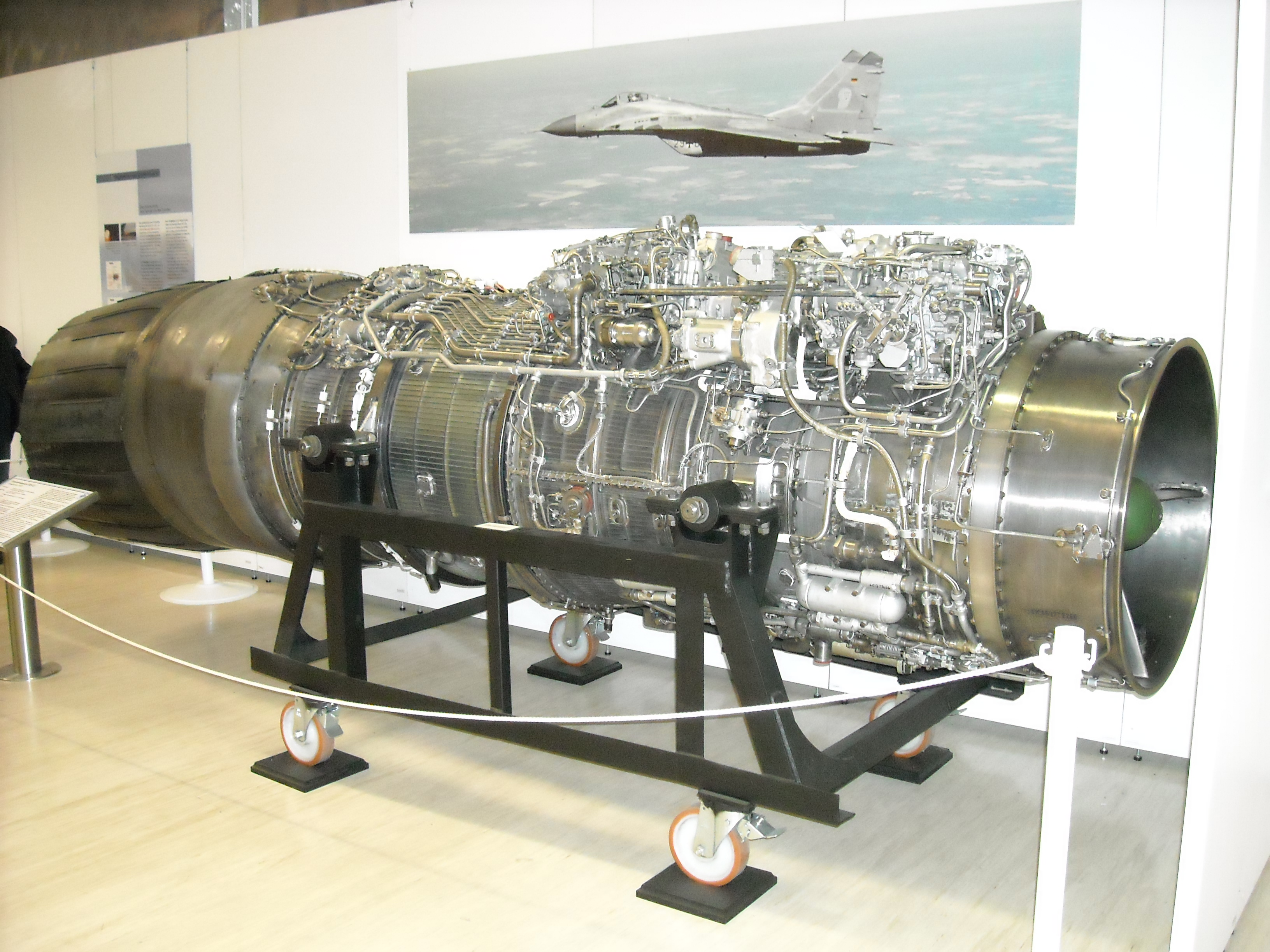
RD-33

一般的特性
- 形式: アフターバーナー装備 ターボファン
- 全長: 4,229 mm (166.50 in)
- 直径: 1,040 mm (39.37 in)
- 乾燥重量: 1,055 kg (2,326 lb)

構成要素
- 圧縮機: 2軸　軸流式, 低圧圧縮4段, 高圧圧縮9段
- 燃焼器: アンニュラー式
- タービン: 高圧単段, 低圧単段

性能
- 推力: 通常時:50.0 kN (11,230 lbf), アフターバーナー使用時:81.3 kN (18,285 lbf)
- 全圧縮比（英語版）: 21:1
- バイパス比: 0.49:1
- タービン入口温度: 1,407 °C (2,565 °F)
- 燃料消費率: 通常時:75 kg/(kN·h) (0.77 lb/(lbf·h)) , アフターバーナー使用時:188 kg/(kN·h) (1.85 lb/(lbf·h))
- 推力重量比: 通常時:4.82:1, アフターバーナー使用時:7.9:1
- 運用寿命: 4,000 時間

出典: Janes Aero Engines, Klimov Websiteによる。
- クリモフウェブサイトより

| RD-33の他のデータ                                  | RD-33の他のデータ |
| -------------------------------------------------- | ----------------- |
| 内径                                               | 730mm             |
| タービン数（高圧/低圧）                            | 1 / 1             |
| 潤滑油消費                                         | 0.8kg/h           |
| 最大出力時の空気流量                               | 76kg/s            |
| 最大出力                                           | 11,000kg/m        |
| 仕様重量                                           | 0.127             |
| 無装備での推力重量比                               | 7.47:1            |
| 装備搭載での推力重量比                             | 5.53:1            |
| アイドリングからアフターバーナー使用までの応答時間 | 4秒               |
| 最大出力までの時間                                 | 10秒              |
| 圧縮比                                             | 21：1             |
| 最高速度                                           | 2.35              |
| 巡航高度                                           | 17,069m           |
| 地上でアイドリング時の燃料消費                     | 11.8kg/h          |
| 最大 AB使用時 燃料消費 @ 海面高度l                 | 68,184kg/h        |
| 最大 AB使用時 燃料消費 @ 高度30,000ft (9144m)      | 19,092kg/h        |
| タービン入口温度 @ T-O                             | 1530K             |
| 最大タービン入口温度 @ Alt                         | 1680K             |